# East Finchley

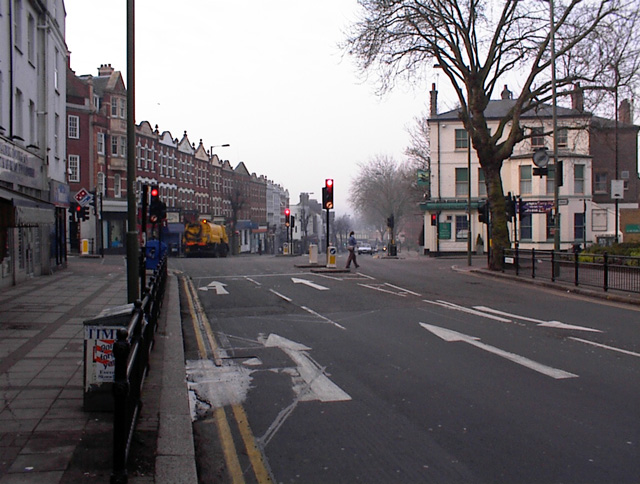
East Finchley.

East Finchley est un quartier du Grand Londres, dans le district de Barnet.
Comme son nom l'indique, il correspond à la partie orientale du quartier de Finchley. Il est situé au sud de North Finchley et West Finchley, et à l'est de Church End.
Il est desservi par la station East Finchley de la Northern line du métro de Londres.